# Ачеренца
Ачеренца (итал. Acerenza) је насеље у Италији у округу Потенца, региону Базиликата.
Према процени из 2011. у насељу је живело 2214 становника. Насеље се налази на надморској висини од 770 м.

## Становништво
Према резултатима пописа становништва 2011. у општини је живело 2.553 становника.
| 1931. | 1936. | 1951. | 1961. | 1971. | 1981. | 1991. | 2001. | 2011. |
| ----- | ----- | ----- | ----- | ----- | ----- | ----- | ----- | ----- |
| 4.587 | 4.788 | 5.178 | 4.514 | 3.734 | 3.425 | 3.043 | 3.010 | 2.553 |